# 九州自然動物公園アフリカンサファリ

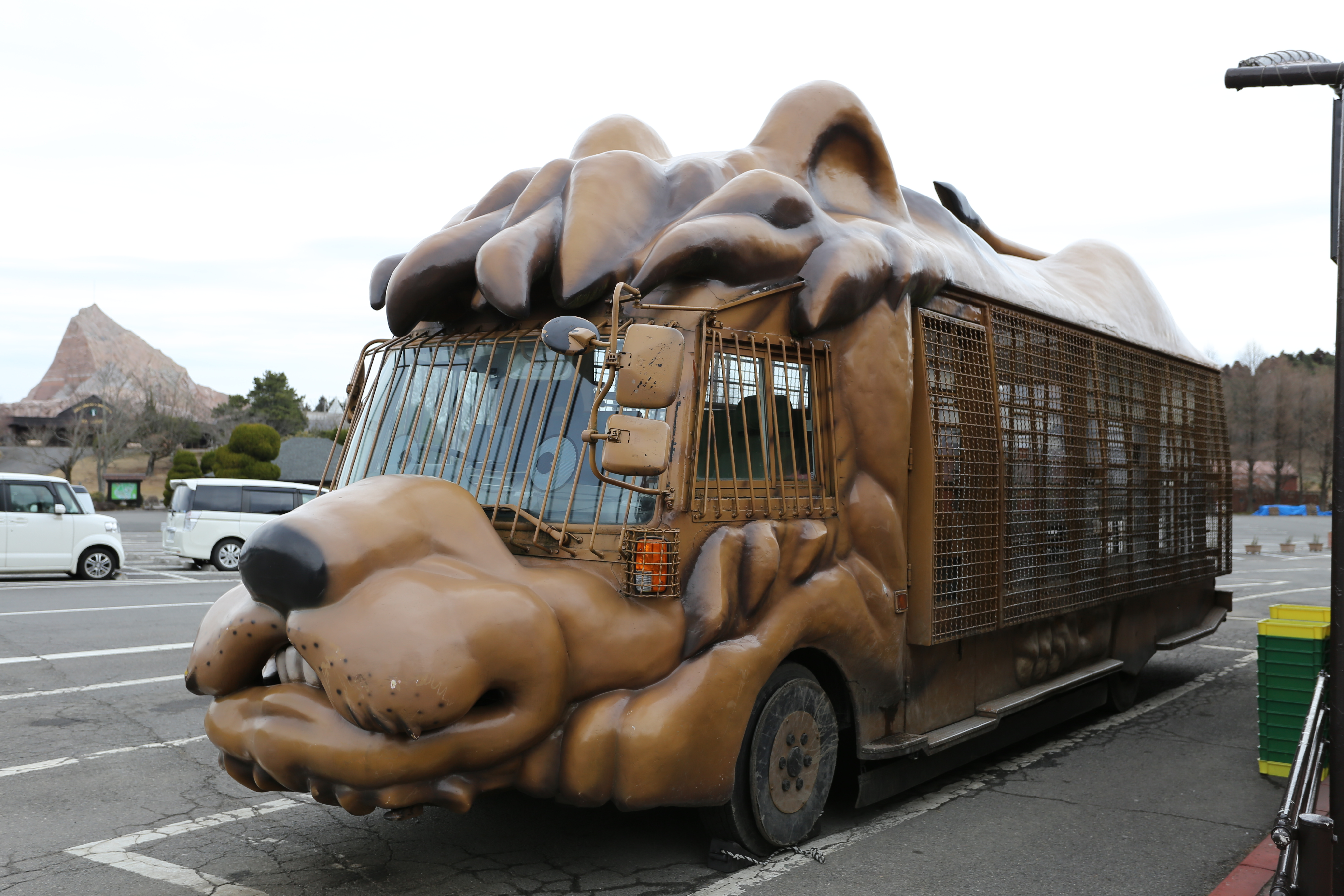
ジャングルバス

九州自然動物公園アフリカンサファリ（きゅうしゅうしぜんどうつぶこうえん アフリカンサファリ）は、大分県宇佐市安心院町南畑にある日本最大のサファリパーク形式の動物園である。小泉グループの九州アフリカ・ライオン・サファリ株式会社が運営する。

## 概要
およそ70種、1,400頭の動物が飼育される。約6kmのサファリロードを自家用車やジャングルバスに乗車して野生動物を観察する「動物ゾーン」と、ウサギやモルモットなどとのふれあいを楽しめる「ふれあいゾーン」（散策エリア）の2種類のエリアからなる。ゴールデンウィーク（GW）及び夏休み期間限定でナイトサファリが行われる。
「動物ゾーン」では広大な土地の中にかなり広い柵を設け、そこに動物が放牧されており、それぞれの生態に沿った方法で展示されている。そこに設けられた道路を通り、観光客はそれぞれのゾーンで自由に動く動物を見学できる。
観光客の乗る車両とは柵を設けておらず、そのためどの動物ともかなり近い距離で見られることがあるのが最大の特徴である。
各ゾーンごとにサファリジープが待機しており、緊急時にはすぐ駆けつけてくれる。
定期的に走る「ジャングルバス」ではムフロンシープ、クマ、ライオン、シカ、シマウマ、ゾウ、ラクダに餌やり体験ができる。
動物の繁殖が行われ、特にライオンが話題となる。オスライオンの群生展示も行われており、このようにオスが大きな群れで暮らすのは極めて珍しい例である（ライオン#生態を参照）。2013年には愛称「チョイ（サワッディチョイ）」と名付けられたアジアゾウの繁殖に成功し、これは九州初の例で、日本国内7例目となった。
チーターの運動不足解消のため、日本で唯一チーターとシマウマの混合展示を行っている。
同じ小泉グループの富士サファリパークとは兄弟園の関係にあり、富士サファリパークで使用されるジャングルバスはアフリカンサファリで制作されているものもある。
熊本地震の際には熊本市動植物園にメスライオン1頭をプレゼントし、その後3頭の子供が生まれた。

## 施設及び動物

### 動物ゾーン

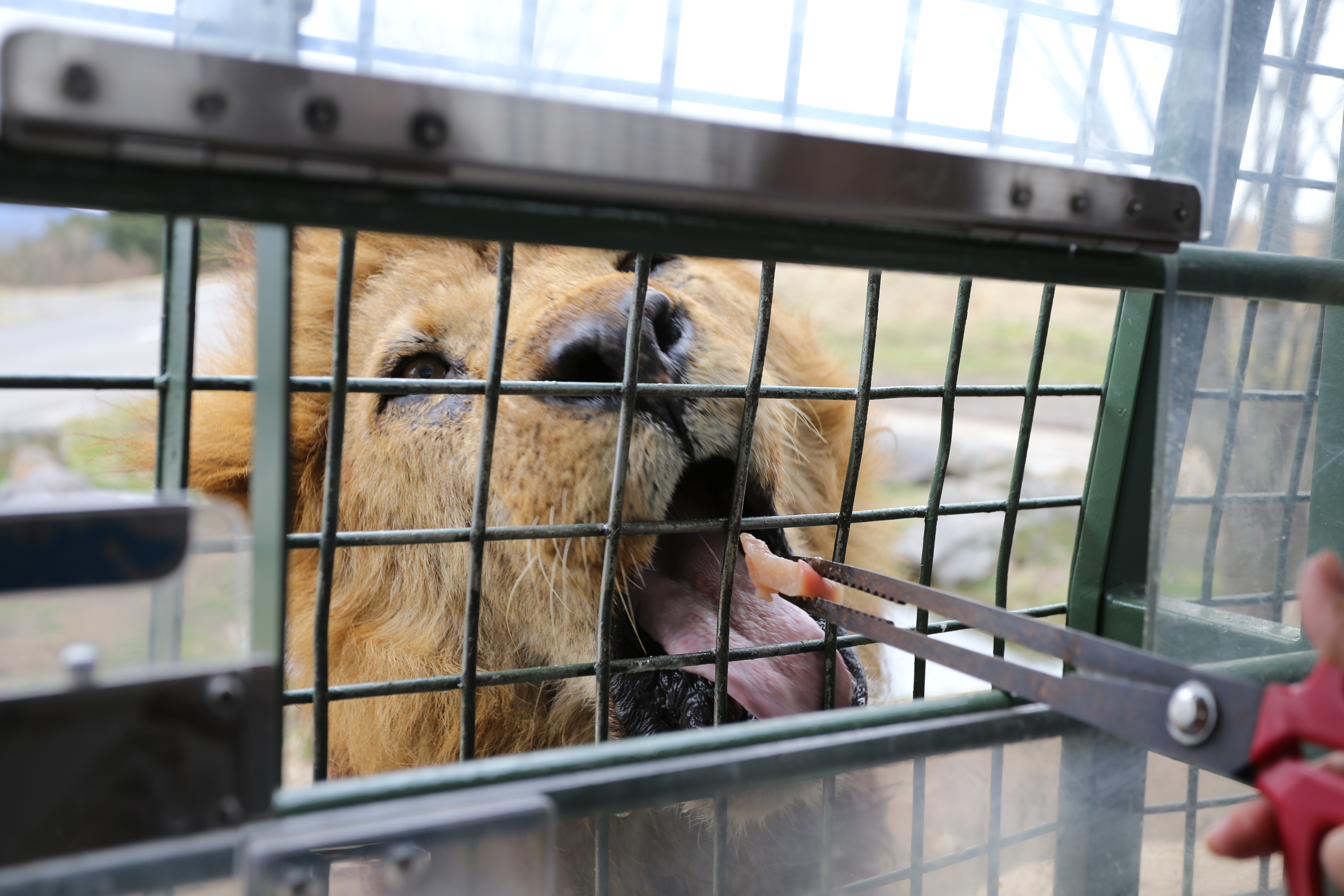
ライオンへの餌やり

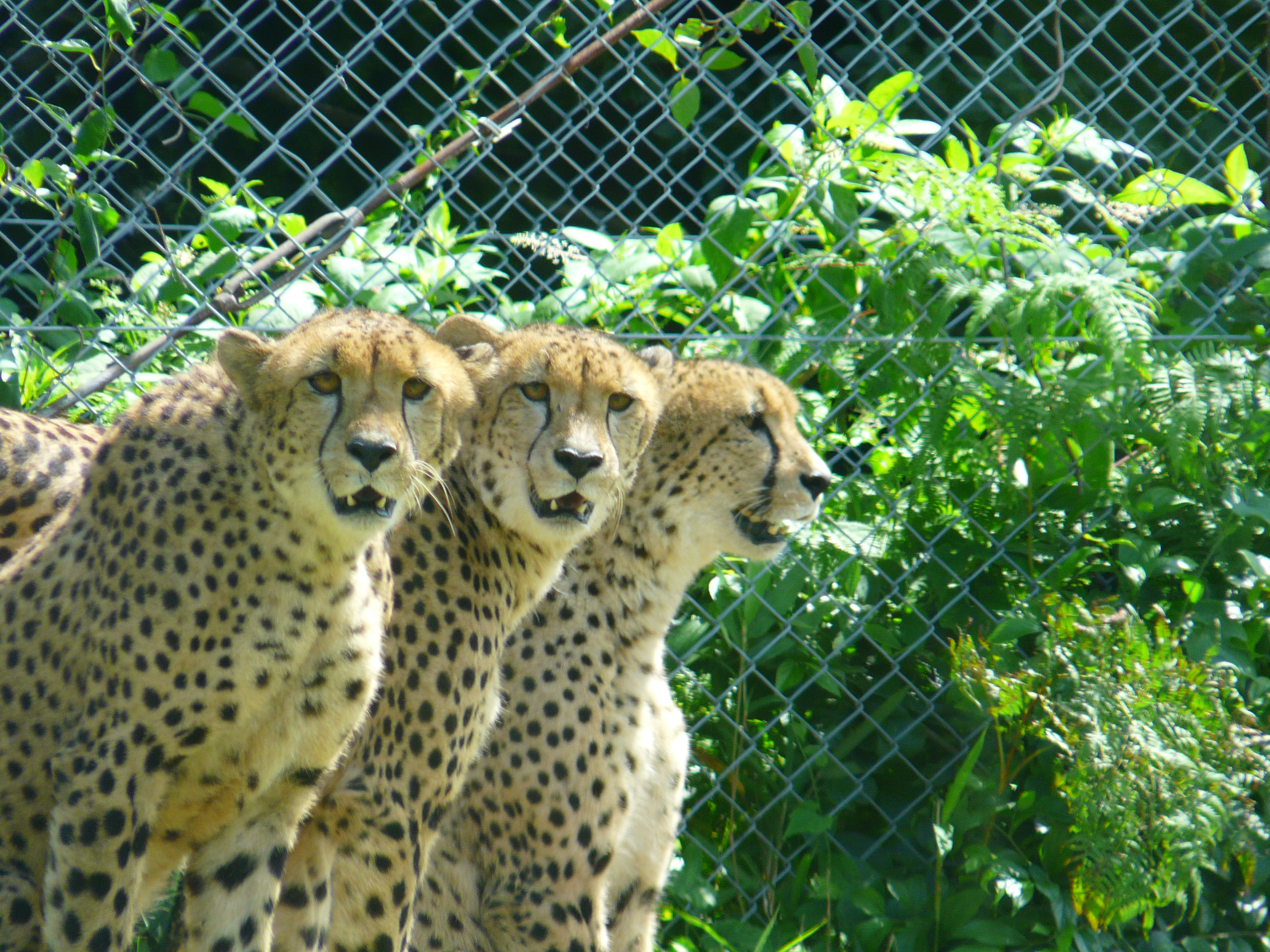
チーター

- クマ・山岳動物セクション - アメリカクロクマ・ヒマラヤグマ・ムフロン・バーバリーシープ[10]
- ライオンセクション - ライオン[11]
- 草食動物セクション - アミメキリン・シロサイ・アメリカバイソン・ファローディア・グラントシマウマ・アジアゾウ[12] ・ニホンジカ・ヒマラヤタール
- トラセクション - ベンガルトラ[13]
- ハイエナセクション - ブチハイエナ[14]
- チーターセクション - チーターとグラントシマウマの混合飼育[15]
- レイヨウセクション - シロオリックス・ブラックバック・ローンアンテロープ（英語版）・フタコブラクダ[16]・エランド[17]

### ふれあいゾーン
- カンガルー・ふれあいの森 - アカカンガルー[18]
- 乗馬体験コーナー - クォーターホース・ミニチュアホースに乗馬することができる。別料金[19]。
- リスザルの森 - リスザル[20]
- ふれあい牧場 - ピグミースローロリス・ウサギ・モルモット[21]
- キャットサロン - 世界の猫を集めた施設。別料金[22]。
- ドッグサロン - 世界の小型犬を集めた施設。別料金[23]。
- 山小屋アルム[24]
- フォトサロン[24]

### レストラン
- お食事処「ビーバーム」
- ファーストフード「キャットニップ」
- レストラン「サルビア」
- カレーショップ「エーデルワイス」
- ファーストフード「ラベンダー」[25]

### その他
- アフリカ民芸品店（ドッグサロン内）
- ショップ「アローザ」[25]
- ナイトサファリ-GW・夏休みのみ開催
- オートキャンプ場 - 期間限定[26]